# مصطفى الخيري
مصطفى يوسف أحمد الخيري (مواليد الرملة، 1880- 4 ديسمبر 1949). هو سياسي وفقيه فلسطيني، اشغل منصب قاضي المحكمة الشرعية في الرملة ورئيس بلديّة الرملة بين الأعوام 1917-1947، حصل على ميدالية عضو في الامبراطوريّة البريطانيّة عام 1924، وحصل على وسام ضابط في الامبراطوريّة البريطانيّة عام 1941، وهو أحد مؤسسي حزب الدفاع عام 1934.
من مؤلفاته في مجال الفقه، كتاب " الفتاوي الخيرية في نفع البرية"، والذي يعتبر أحد المؤلفات الهامة في الفقه الشرعي الحنفي.
الخيري كان متزوج وله أربعة أولاد وبنتان.

## حياته
ولد مصطفى يوسف أحمد الخيري في مدينة الرملة في فلسطين. درس المرحلة الأساسيّة في المدارس التركيّة في مدينة الرملة، نال شهادة العالميّة من جامعة الأزهر في القاهرة عام 1895؛ ونال درجة الدبلوم في تعليم اللغة العربيّة من دار المعلمين في إسطنبول عام 1897. عمل مدرسًا في مدرسة الرملة الابتدائية لمدة ثلاثة أعوام، وجابيًّا للضرائب في قضاء الرملة، وقاضيًّا في المحكمة الشرعيّة في الرملة لمدة أربع سنوات، وعمل أيضًا في مجال التجارة.
انتخب الخيري رئيسًا لبلديّة الرملة عام 1917، وبقي في منصبه حتى عام 1947. اختارته بريطانيا ليكون عضوًا في اللجنة الاستشاريّة ضمن 46 شخصيّة فلسطينيّة لإنشاء المجلس الانتخابيّ عام 1921، حيث أوكل للجنة الإشراف على انتخابات المجلس التشريعيّ التي اقترحتها بريطانيا ورفضها الفلسطينيّون.
انتمى الخيري للتيار المعارض للحاج أمين الحسيني، وكان من بين مجموعة الأزهريّين الذين اعترضوا على تولي الحسيني لمنصب مفتي القدس، ورئاسته للمجلس الشرعيّ الإسلاميّ الأعلى في عشرينيات القرن الماضي، وانتقدوا طريقة إدارته للوضع الفلسطينيّ الداخليّ، وسياساته تجاه بريطانيا.
شارك الخيري في تأسيس حزب الدفاع عام 1934، وهو حزب معارض داخل الحركة الوطنيّة، وزوّد المقاومة الفلسطينيّة بالسلاح خلال المرحلة الأولى من الثورة الفلسطينيّة الكبرى بين أبريل ونوفمبر 1936. ساند الموقف السياسيّ للحاج أمين الحسيني على الرغم من كونه من أبرز معارضيه في تلك المرحلة، وكان اعتراضه على تحالفات الحسيني الدوليّة أثناء الحرب العالميّة الثانية ووقف بخلاف الحسيني مع بريطانيا ضد ألمانيا ودول المحور، وشجّع الفلسطينيّين على الانضمام للجيش البريطاني، من خلال خطبه وأحاديثه في منابر متعددة منها الإذاعة الفلسطينيّة.
حصل على ميدالية عضو في الامبراطوريّة البريطانيّة Member of the British Empire Medal من الحكومة البريطانية عام 1924، إلى جانب حصوله على وسام ضابط في الامبراطوريّة البريطانيّة Officer of the British Empire Label عام 1941.

## وفاته
كان الخيري من أواخر من خرجوا من مدينة الرملة أثناء العدوان الصهيوني على المدينة. توفي في مدينة أريحا في الرابع من شهر ديسمبر 1949، ودفن في مقبرة باب الساهرة في مدينة القدس.